# Gymnastiek op de Middellandse Zeespelen 2009
Gymnastiek is een van de sporten die beoefend werden tijdens de Middellandse Zeespelen 2009 in Pescara, Italië. Er waren vijftien onderdelen: acht voor mannen, zeven voor vrouwen.

## Uitslagen

### Mannen

#### Artistieke gymnastiek
| Event         | Goud                 | Goud        | Zilver           | Zilver      | Brons            | Brons       |
| ------------- | -------------------- | ----------- | ---------------- | ----------- | ---------------- | ----------- |
| Meerkamp      | Benoit Caranobe      | 88,500 ptn  | Enrico Pozzo     | 88,100 ptn  | Hamilton Sabot   | 88,050 ptn  |
| Meerkamp team | Italië               | 267,500 ptn | Frankrijk        | 267,300 ptn | Spanje           | 264,000 ptn |
| Vloer         | Eleftherios Kosmidis | 15,650 ptn  | Filip Ude        | 15,200 ptn  | Fabian Gonzalez  | 15,000 ptn  |
| Paard         | Alberto Busnari      | 15,175 ptn  | Hamilton Sabot   | 14,875 ptn  | Sergio Munoz     | 14,550 ptn  |
| Ringen        | Danny Pinheiro       | 16,075 ptn  | Matteo Morandi   | 15,825 ptn  | Pierre-Yves Beny | 15,225 ptn  |
| Sprong        | Thomas Bouhail       | 14,642 ptn  | Andrea Cingolani | 15,775 ptn  | Wajdi Bouallegue | 15,462 ptn  |
| Brug          | Manuel Carballo      | 14,875 ptn  | Danny Pinheiro   | 14,725 ptn  | Rafael Martinez  | 14,675 ptn  |
| Rekstok       | Enrico Pozzo         | 15,400 ptn  | Aljaz Pegan      | 15,000 ptn  | Hamilton Sabot   | 14,875 ptn  |

### Vrouwen

#### Artistieke gymnastiek
| Event         | Goud                | Goud        | Zilver                  | Zilver      | Brons               | Brons       |
| ------------- | ------------------- | ----------- | ----------------------- | ----------- | ------------------- | ----------- |
| Meerkamp      | Youna Dufournet     | 56,950 ptn  | Elisabetta Preziosa     | 56,450 ptn  | Pauline Morel       | 55,950 ptn  |
| Meerkamp team | Frankrijk           | 166,900 ptn | Italië                  | 166,800 ptn | Griekenland         | 159,600 ptn |
| Vloer         | Elisabetta Preziosa | 14,175 ptn  | Rose Eliandre Bellemare | 13,875 ptn  | Emily Armi          | 13,825 ptn  |
| Sprong        | Youna Dufournet     | 13,975 ptn  | Gosku Uctas             | 13,650 ptn  | Evgenia Zafeiraki   | 13,612 ptn  |
| Brug ongelijk | Youna Dufournet     | 14,675 ptn  | Pauline Morel           | 14,250 ptn  | Paola Galante       | 14,000 ptn  |
| Balk          | Vasiliki Millousi   | 14,725 ptn  | Youna Dufournet         | 14,625 ptn  | Elisabetta Preziosa | 14,450 ptn  |

#### Ritmische gymnastiek
| Event       | Goud               | Goud        | Zilver          | Zilver      | Brons              | Brons      |
| ----------- | ------------------ | ----------- | --------------- | ----------- | ------------------ | ---------- |
| Individueel | Julieta Cantaluppi | 103,550 ptn | Delphine Ledoux | 100,675 ptn | Carolina Rodríguez | 99,425 ptn |

## Medaillespiegel
| Plaats | Land        | Goud | Zilver | Brons | Totaal |
| 1      | Frankrijk   | 7    | 7      | 4     | 18     |
| 2      | Italië      | 5    | 5      | 3     | 13     |
| 3      | Griekenland | 2    | 0      | 2     | 4      |
| 4      | Spanje      | 1    | 0      | 5     | 6      |
| 5      | Kroatië     | 0    | 1      | 0     | 1      |
| 5      | Slovenië    | 0    | 1      | 0     | 1      |
| 5      | Turkije     | 0    | 1      | 0     | 1      |
| 8      | Tunesië     | 0    | 0      | 1     | 1      |
| Totaal | Totaal      | 15   | 15     | 15    | 45     |

1951 · 1955 · 1959 · 1963 · 1967 · 1971 · 1975 · 1979 · 1983 · 1987 · 1991 · 1993 · 1997 · 2001 · 2005 · 2009 · 2013 · 2018 · 2022
Atletiek · Basketbal · Bocce · Boksen · Gewichtheffen · Golf · Gymnastiek · Handbal · Judo · Kanovaren · Karate · Paardensport · Roeien · Schermen · Schietsport · Tafeltennis · Tennis · Voetbal · Volleybal · Waterpolo · Waterskiën · Wielersport · Worstelen · Zeilen · Zwemmen